# La storia di Frankie Ballan/Fuggiasco
La storia di Frankie Ballan/Fuggiasco è il quarto singolo di Don Backy, registrato con I Ribelli, pubblicato in Italia nel 1962.

## Tracce
Lato A
1. La storia di Frankie Ballan (Don Backy, Aldo Catarsi, Michele Del Prete)

Lato B
1. Fuggiasco (Don Backy, Detto Mariano, Luciano Beretta)